# Montechiarugolo
Montechiarugolo é uma comuna italiana da região da Emília-Romanha, província de Parma, com cerca de 8.889 habitantes. Estende-se por uma área de 47 km², tendo uma densidade populacional de 189 hab/km². Faz fronteira com Montecchio Emilia (RE), Parma, San Polo d'Enza (RE), Sant'Ilario d'Enza (RE), Traversetolo.

## Demografia
| Variação demográfica do município entre 1861 e 2011                               |
|                                                                                   |
| Fonte: Istituto Nazionale di Statistica (ISTAT) - Elaboração gráfica da Wikipedia |